# 理察·羅傑斯 (建築師)

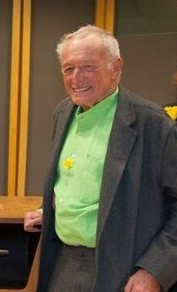
理查德·羅傑斯在加的夫

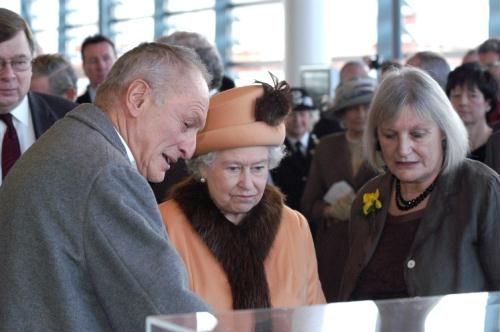
理查德·罗杰斯（左）、英女王伊丽莎白二世（中）和 Sue Essex（右）出席威爾斯國民議會Senedd大樓開幕儀式

理查德·喬治·罗杰斯（英語：Richard George Rogers, Baron Rogers of Riverside，1933—2021），河畔的羅傑斯男爵，CH，FRIBA，FCSD，英国建筑师。他出生于意大利佛罗伦萨，就读于伦敦建築聯盟學院。1962年毕业于美国耶鲁大学，在學期間结识了同学诺曼·福斯特，两人回英格兰即和兩人各自的夫人 Su Rogers 和 Wendy Cheesman 組成了Team 4 ，並很快便成為高科技建築風格的代表人物。

## 简历
由于在建筑设计、城市规划和公益事务方面的突出成就，罗杰斯在1985年獲得英國皇家建築師協會皇家金奖；1991年獲封為爵士；1996年獲封為終身貴族「河畔的羅傑斯男爵」（Baron Rogers of Riverside），成為英國上議院議員（工黨）。
2006年9月，在威尼斯双年展上，因其为城市规划热情的工作，理察·羅傑斯獲授予“终身荣誉金狮奖”。
2007年3月，理察·羅傑斯获得建築界最高榮譽普利兹克建築奖，為英国第4个获得该奖的职业建筑师。
2021年12月18日，理察·羅傑斯在倫敦家中病逝，享壽88歲，一代建築大師燦爛的建築生涯就此落幕。

## 著名作品
- Creek Vean（與Team 4（英语：Team 4）合作）（1966）
- Rogers House（1969）
- 龐畢度中心（與伦佐·皮亚诺合作）（1977）
- 勞埃德大廈（1986）
- 歐洲人權法院（1995）
- 波爾多法院（1998）
- 千禧巨蛋（1999）
- 日本電視台大廈（2003）
- 馬德里巴拉哈斯機場第四航廈（2005）
- 海德公園一號（2009）
- 利德賀大樓（2014）

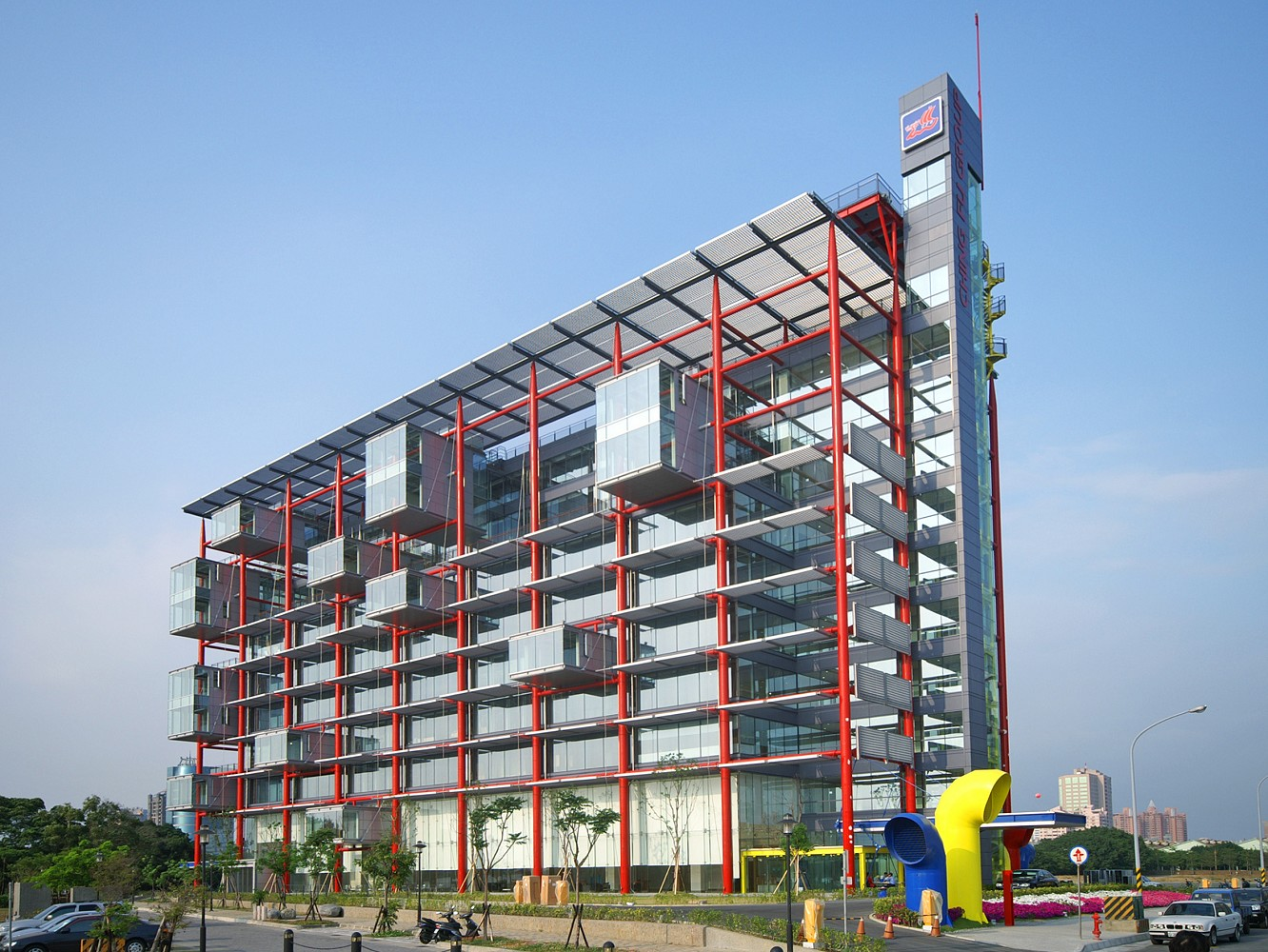
位於高雄市的慶富總部大樓
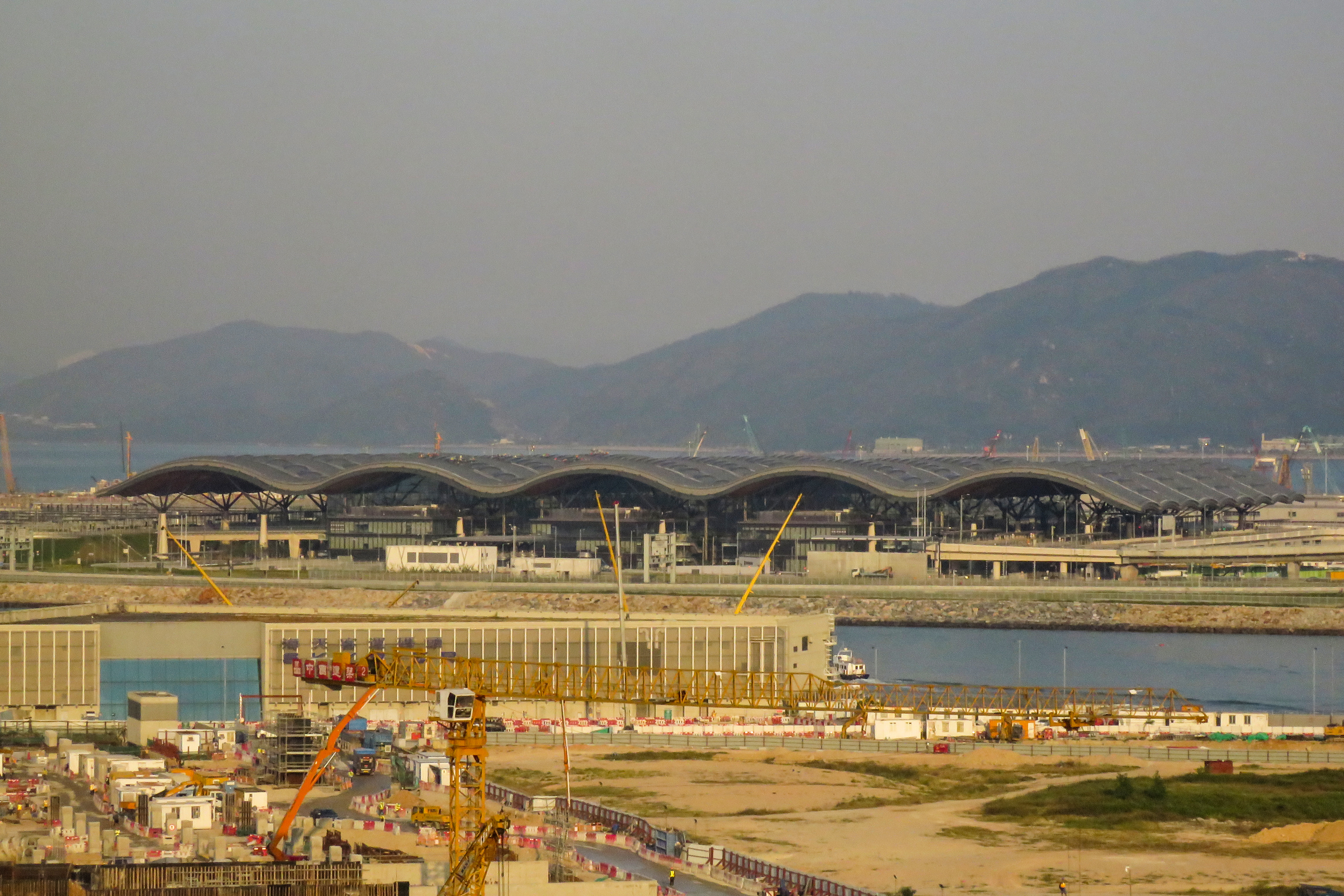
港珠澳大橋香港口岸旅檢大樓（與Aedas合作）（2018）
- 倫敦政治經濟學院中心大樓（2019）
- 理察·羅傑斯繪畫畫廊（2020）
- Parc 1（2021）
- 桃園國際機場第三航廈（2025）
- PILL GREEK寓所
- 杰弗住宅
- RELIANCECONTROLS电子工厂
- 罗杰斯住宅
- ZIP-UP住宅
- UOPT厂
- 英国PA科学技术中心
- NAPP实验室
- INMOS微处理器工厂
- 美国PA科学技术中心
- 伦敦未来城市规划
- KABUKI-CHO办公楼
- 伦敦希斯罗机场第五候机楼
- 上海陆家嘴总体规划
- 伦敦格林威治半岛总体规划
- 奇斯威克公园商业园区
- 巴塞罗那斗牛场改造
- MOSSBOURNE社区学校
- 宁波帝宝

- 位於高雄市的慶富總部大樓
- 港珠澳大橋香港口岸旅檢大樓

## 在臺作品
- 慶富總部大樓（2007）
- 中央公園站（2008）
- 欣翰士林官邸（2015）
- 元利信義聯勤（2018）
- 台北四季酒店（2025）
- 桃園國際機場第三航廈（2025）

## 外部連結
- Rogers Stirk Harbour + Partners website （页面存档备份，存于）